# Daihatsu YRV

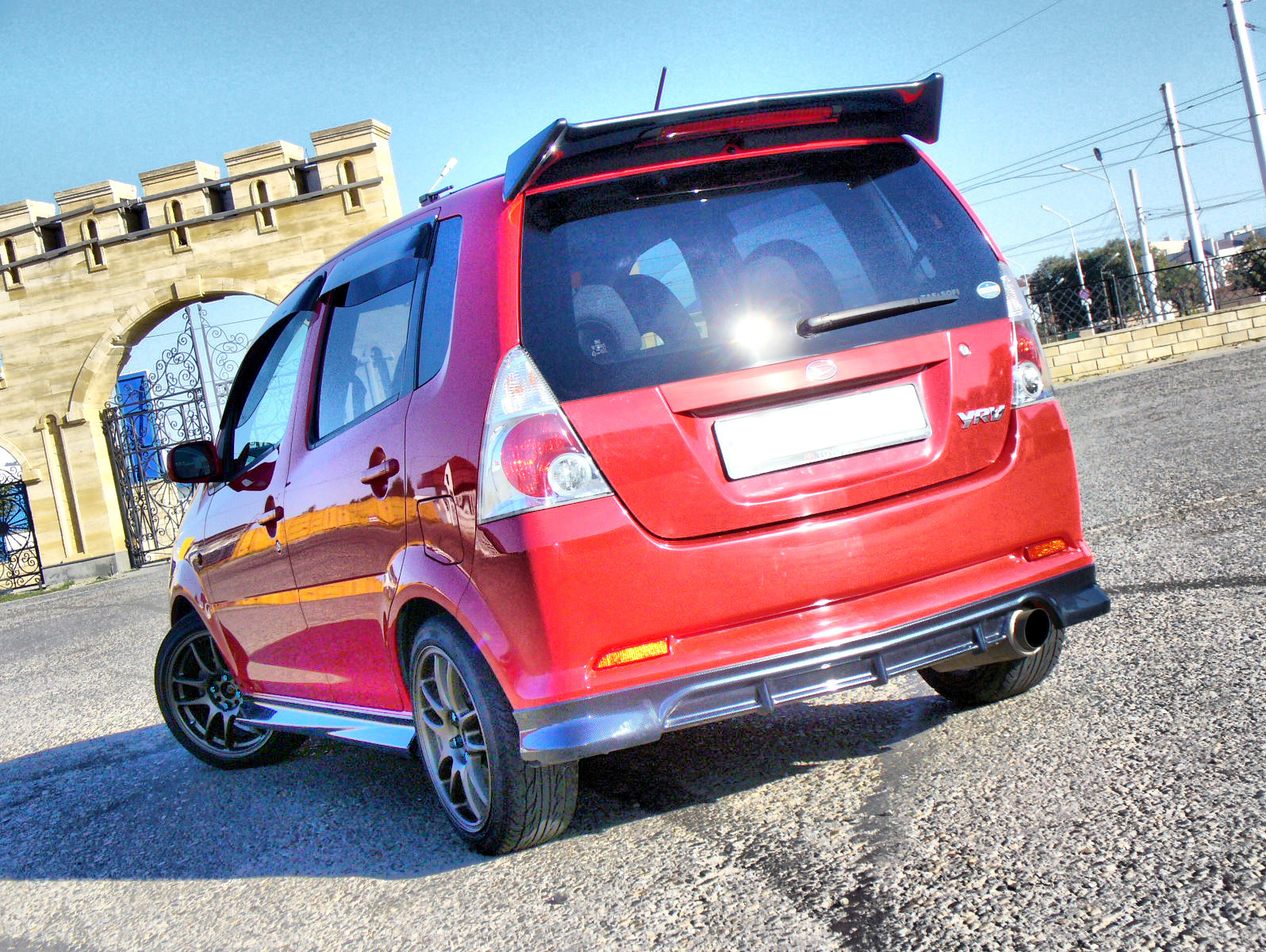
Вид сзади

Daihatsu YRV — спортивный 5-дверный субкомпактвэн. Название машины состоит из первых букв слов: Youthful (молодой), Robust (крепкий), Vivid (живой).
Daihatsu YRV построен на платформе автомобиля Daihatsu Storia (Toyota Duet). Так же как и у Daihatsu Storia длина кузова Daihatsu YRV равна всего 3675 мм, однако он чуть шире и выше. Внешность автомобиля отличается ярко выраженной формой «двойного клина», также несмотря на свои размеры автомобиль выглядит вполне современно и динамично, что подтверждается и техническими характеристиками. Кузов отличается чрезвычайной жесткостью и пассивной безопасностью.
Сначала на автомобили устанавливался 1,0-литровый 3-цилиндровый 12-клапанный двигатель мощностью 64 л. с.(EJ-VE). Более мощная модель оснащалась 1,3-литровым 4-цилиндровым двигателем мощностью в 90 л. с. (K3-VE). Оба мотора оснащены системой изменяемых фаз газораспределения DVVT (Dynamic Variable Valve Timing), которая была создана в сотрудничестве с инженерами компании Toyota. Daihatsu YRV выпускался как с передним приводом (2WD), так и с полным приводом (4WD).
В 2001 г. на Женевском автосалоне была представлена модель YRV Turbo с 4-ступенчатым гидромеханическим «автоматом» типа ESAT, который благодаря электронному управлению обеспечивает идеальное сочетание экономии топлива и динамических характеристик автомобиля. Электронное управление автоматом допускало ручное управление передачами кнопками на руле (Shiftronic). Мощность 1,3-литрового мотора с помощью турбонаддува повышена с 90 до 140 л. с. (K3-VET), что вывело YRV в число наиболее мощных в Европе моделей класса В. В стандартное оснащение Daihatsu YRV GTti, продаваемого в Европе, входят две фронтальные и четыре боковые подушки безопасности. В японской версии автомобиля устанавливались лишь две фронтальные подушки безопасности, в качестве опций были доступны 6 подушек безопасности, системы курсовой устойчивости, противобуксовочной системы и климат-контроля. Все автомобили Daihatsu для Европы изготавливались из оцинкованного металла.

## История автомобиля
- Начало производства: август 2000 г.
- Спустя некоторое время начат специальный, ограниченный выпуск автомобиля, получивший название YRV 1.3 turbo panorama packing.
- В декабре 2001 произведено небольшое улучшение автомобиля с турбодвигателем. Появляется новая модификация «Parco». Существующая комплектация «Turbo R» сменяет название на «Turbo G».
- В декабре 2002 г. произведена небольшая модификация автомобиля. Прекращён выпуск автомобиля с двигателем EJ-VE. В то же время прекращено производство автомобиля комплектации «Parco».
- Конец производства японских версий автомобиля Daihatsu YRV: июль 2005 г.
- Конец производства европейских версий автомобиля Daihatsu YRV: 2006 г.

TurboR и TurboG — отличаются тем, что разметка спидометра на TurboR — до 220, а TurboG — до 180 км/ч. Выпускались одновременно.

## Галерея

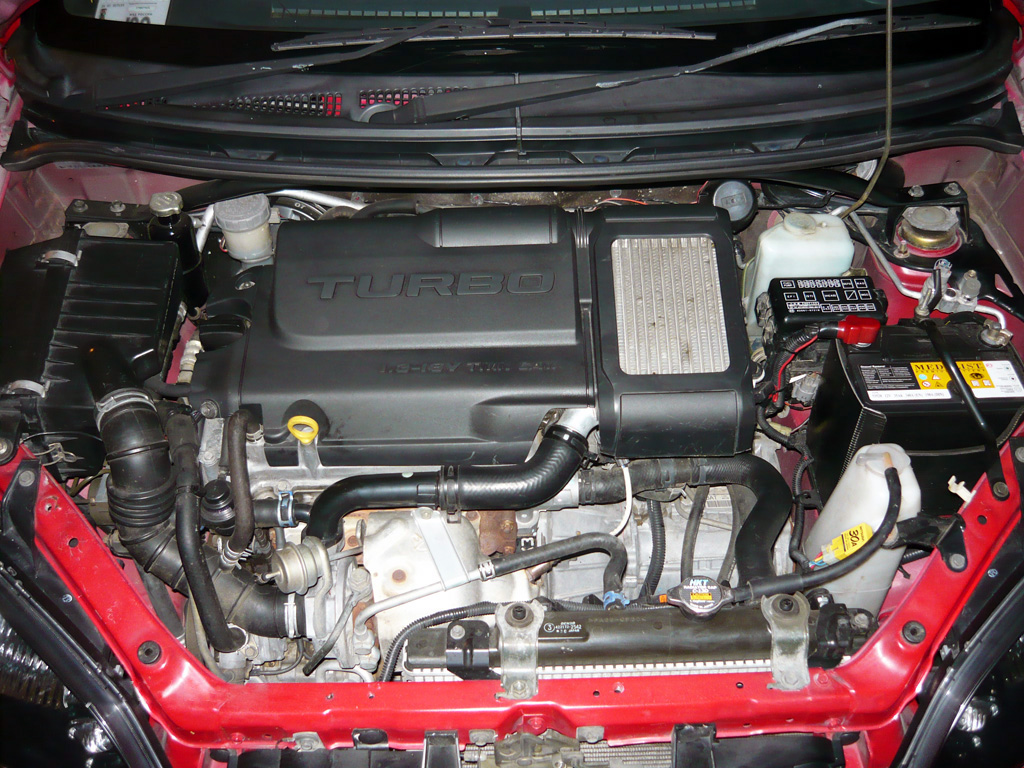
Двигатель K3-VET
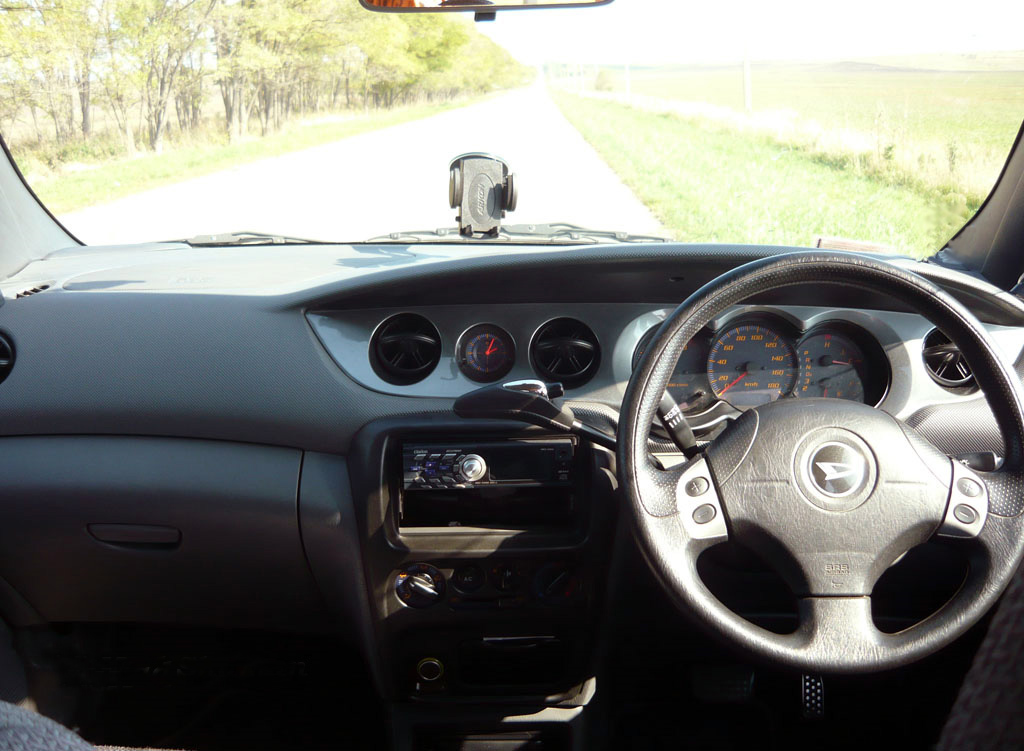
Кокпит Daihatsu YRV Panorama Pack
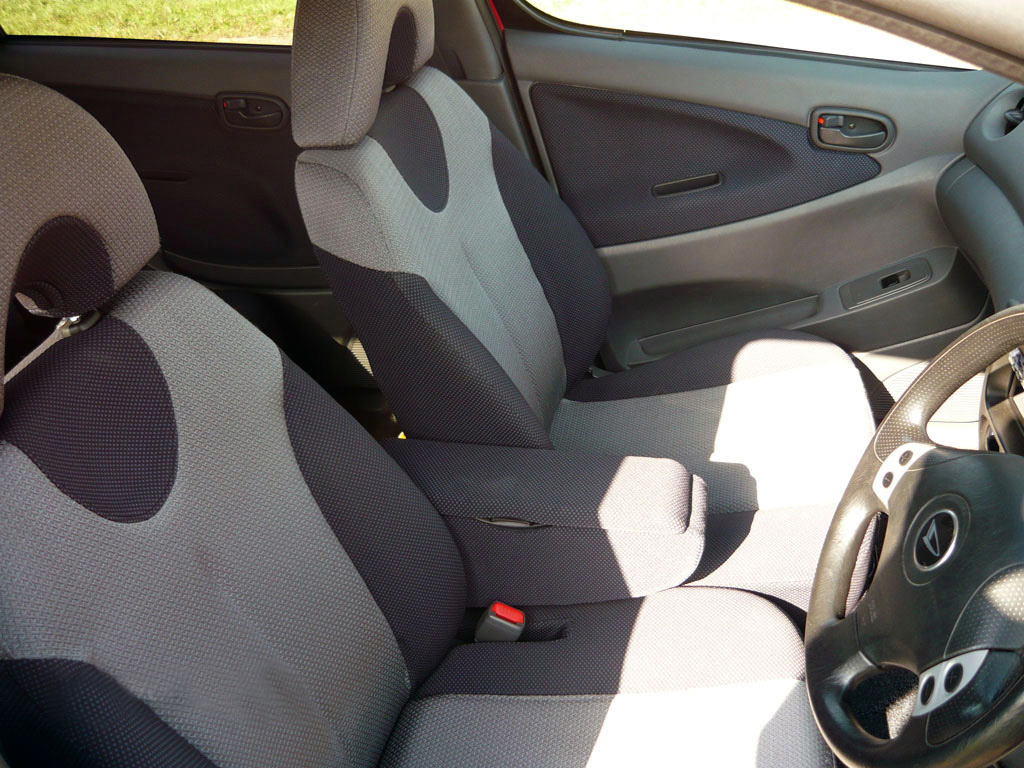
Передний ряд сидений Daihatsu YRV Panorama Pack
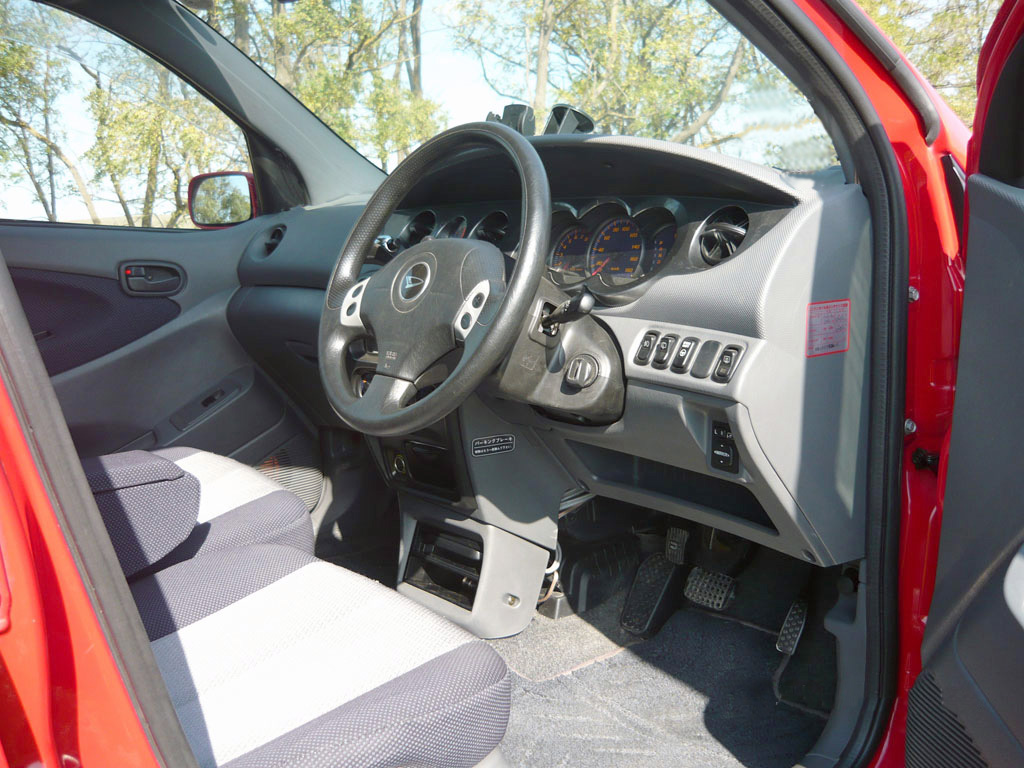
Daihatsu YRV Panorama Pack
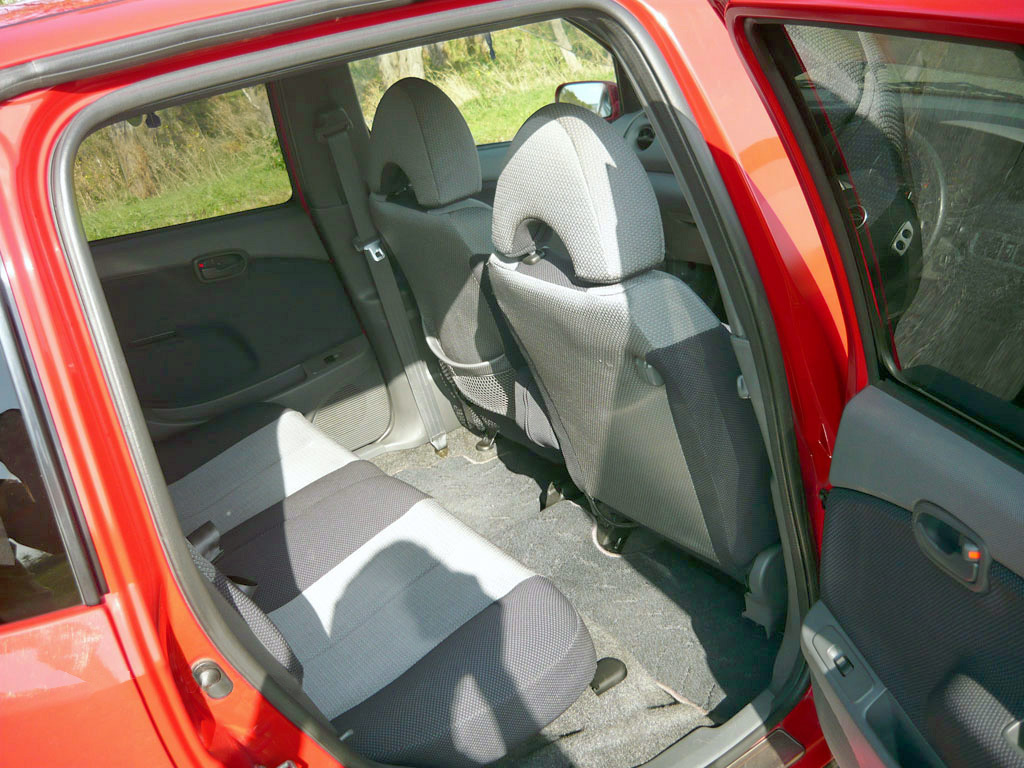
Задний ряд сидений Daihatsu YRV Panorama Pack
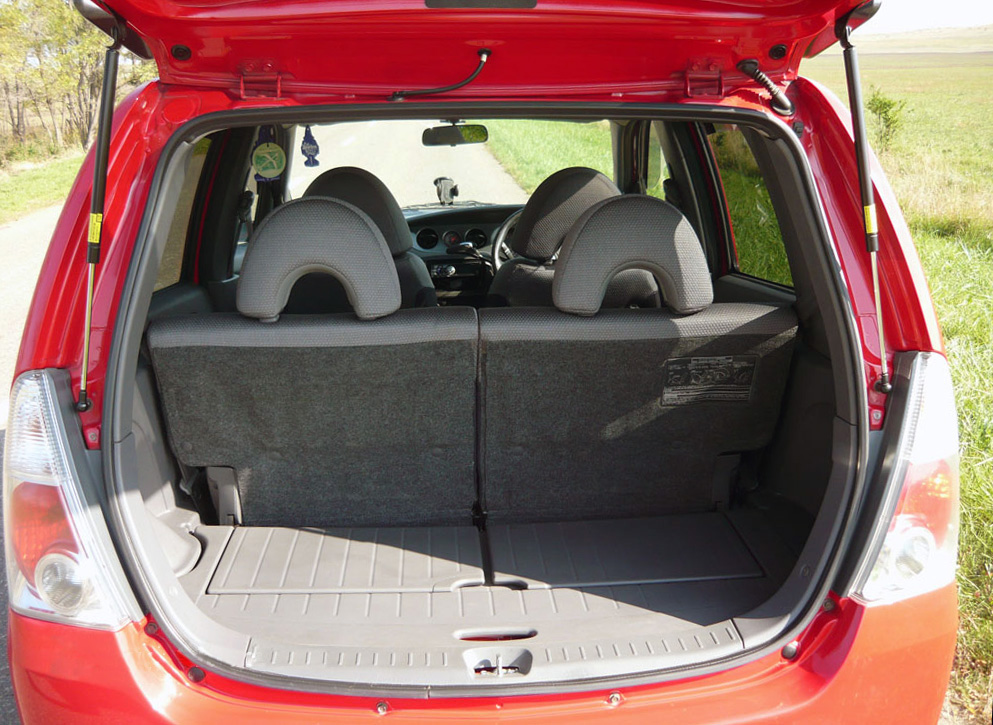
Багажник Daihatsu YRV Panorama Pack